# فيلوسو
فيلوسو هو لاعب كرة قدم برازيلي في مركز حراسة المرمى، ولد في 21 مايو 1983 في مونتيس كلاروس في البرازيل. لعب مع جريميو نوفوريزونتينو ونادي سي آر بي ونادي غاما ونادي كورينثيانس ألاغوانو ونادي موجي ميريم ونادي ميراسول.

## وصلات خارجية
- فيلوسو على موقع قاعدة بيانات كرة القدم.إي يو (الإنجليزية)
- فيلوسو على موقع Soccerway.com (الإنجليزية)